# Sandr Wdy

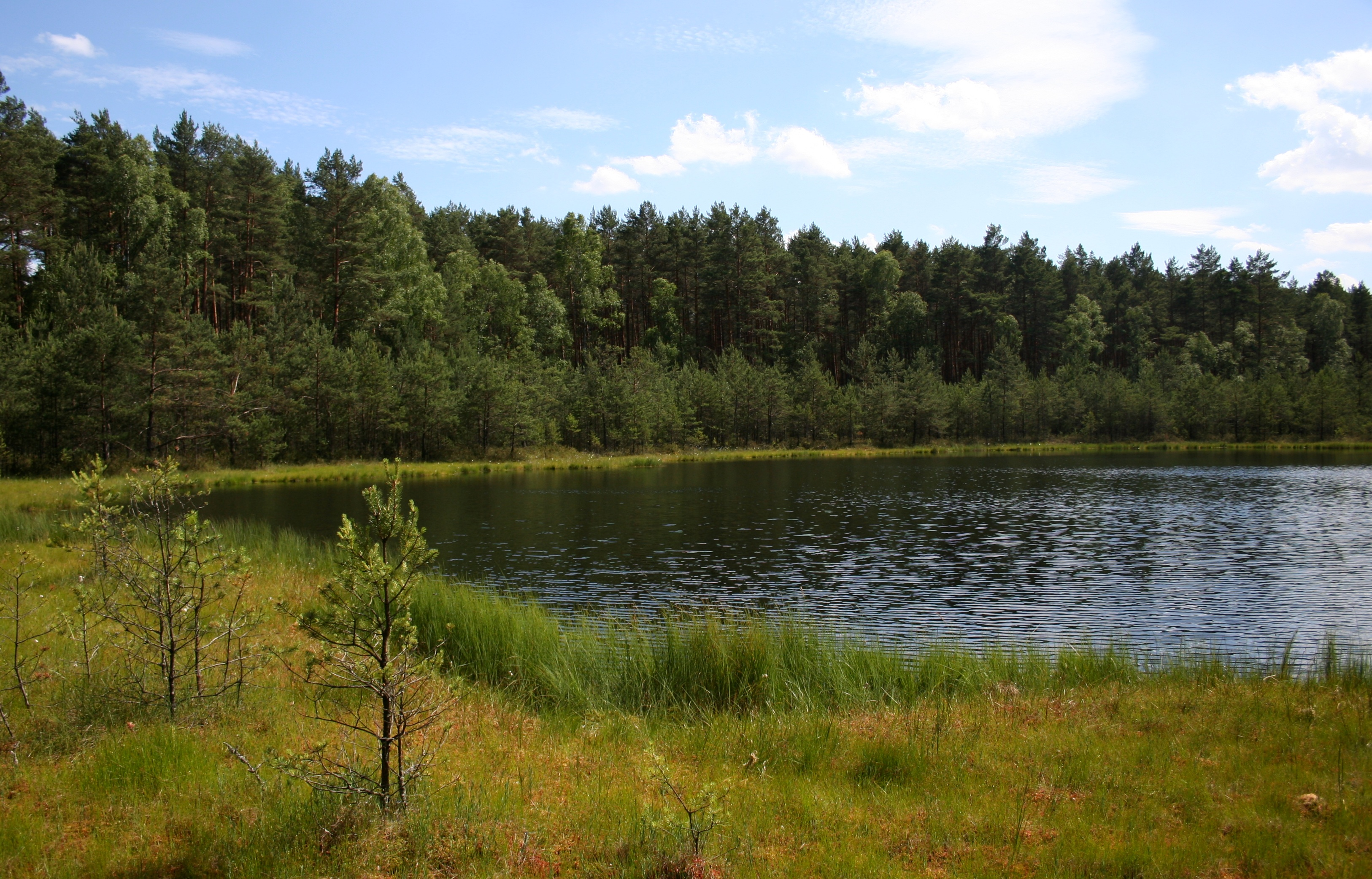
Rezerwat przyrody Dury

Sandr Wdy – specjalny obszar ochrony siedlisk (nr PLH 040017) o łącznej powierzchni 6320,75 ha zatwierdzony przez Komisję Europejską jako obszar mający znaczenie dla Wspólnoty decyzją z dnia 10 stycznia 2011. Znajduje się w obrębie Borów Tucholskich, w zlewni Wisły i Wdy. Jest to jeden z najcenniejszych przyrodniczo fragmentów Borów Tucholskich.

## Położenie
Obszar zlokalizowany jest w województwie kujawsko-pomorskim, powiecie świeckim na terenie gmin: Jeżewo, Osie i Warlubie oraz w granicach województwa pomorskiego, na terenie powiatu starogardzkiego, gmin Osieczna, Osiek i Lubichowo. Jest to teren Nadleśnictw Dąbrowa, Lubichowo (Regionalna Dyrekcja Lasów Państwowych w Gdańsku), Osie i Trzebciny.
Obszar obejmuje rdzeniowe części Wdeckiego Parku Krajobrazowego.
Na terenie obszaru znajdują się następujące rezerwaty przyrody: Zdrójno, Krzywe Koło w Pętli Wdy, Jezioro Piaseczno, Brzęki im Z. Czubińskiego, Dury oraz Miedzno.

## Geologia
Obszar położony jest na równinie sandrowej, w którą głęboko wcina się rzeka Wda oraz jej dopływy. W rynnach polodowcowych i zagłębieniach wytopiskowych istnieją różne cenne ekosystemy wodne, bagienne, leśne i inne. Krajobraz jest w części silnie przekształcony przez człowieka, ale mimo to zachował liczne walory przyrodnicze. Ukształtowało go ostatnie zlodowace bałtyckie, zwłaszcza stadiału pomorskiego. Dominującą formą terenu są tutaj równiny sandrowe zbudowane z sypkich piasków z wkładkami głazów, żwirów i otoczaków. Powierzchnia sandrowa nachyla się ku południu, a w okolicy Błędna teren osiąga wysokość 104 – 106 m n.p.m. Jedynym nieprzysłoniętym przez sandr obszarem obszar zajmowany przez rezerwat przyrody Rezerwat przyrody Brzęki im. Zygmunta Czubińskiego. Krajobraz terenu wzbogacają utwory morenowe, w tym pagórki wydmowe, doliny rzek, rynny glacjalne oraz wytopiska po martwym lodzie. Zwierciadło wód gruntowych występuje w tym obszarze na ogół głęboko. 

## Przyroda
Szata leśna jest stosunkowo młoda - liczy około 11,5 – 12 tysięcy lat. Obecne bory sosnowe są wynikiem działań ludzkich, jednak sztucznie wprowadzona sosna zastąpiła tutaj sosnę rodzimą, bez powodowania drastycznych przemian w środowisku i krajobrazie. Dzięki temu zachowały się na tym terenie układy przyrodnicze zbliżone do naturalnych. Ubogie gleby, urozmaicona rzeźba terenu i dobrze rozwinięta sieć hydrograficzna wpływa na obfitość rzadkich i ginących gatunków występujących tu roślin.
Wahania temperatury są dość znaczne oraz częste, zarówno w okresie letnim jak i zimowym. Okres wegetacyjny trwa około 210–220 dni, od końca marca do początku listopada. W okresie wegetacyjnym spada około 280–340 mm opadu.
W obszarze występują cenne siedliska, m.in.: starorzecza i naturalne eutroficzne zbiorniki wodne ze zbiorowiskami z Nymphaeion oraz Potamion, naturalne, dystroficzne zbiorniki wodne, ciepłolubne, śródlądowe murawy napiaskowe (Koelerion glaucae), zmiennowilgotne łąki trzęślicowe (Molinion),  niżowe świeże łąki użytkowane ekstensywnie (Arrhenatherion elatioris), torfowiska wysokie z roślinnością torfotwórczą, torfowiska przejściowe i trzęsawiska (przeważnie z roślinnością z Scheuchzerio-Caricetea nigrae), torfowiska nakredowe, grąd środkowoeuropejski i subkontynentalny, bory i lasy bagienne, łęgi wierzbowe, topolowe, olszowe i jesionowe. 
Do najcenniejszych gatunków fauny i flory obszaru należą: boleń pospolity, koza pospolita, głowacz białopłetwy, piskorz, różanka europejska, minóg strumieniowy, kumak nizinny, traszka grzebieniasta, wydra, wilk szary, bóbr europejski, mopek zachodni, haczykowiec błyszczący, lipiennik Loesela, czerwończyk nieparek, trzepla zielona i skójka gruboskorupowa. W lasach obszaru występuje też łoś i kania.

## Galeria

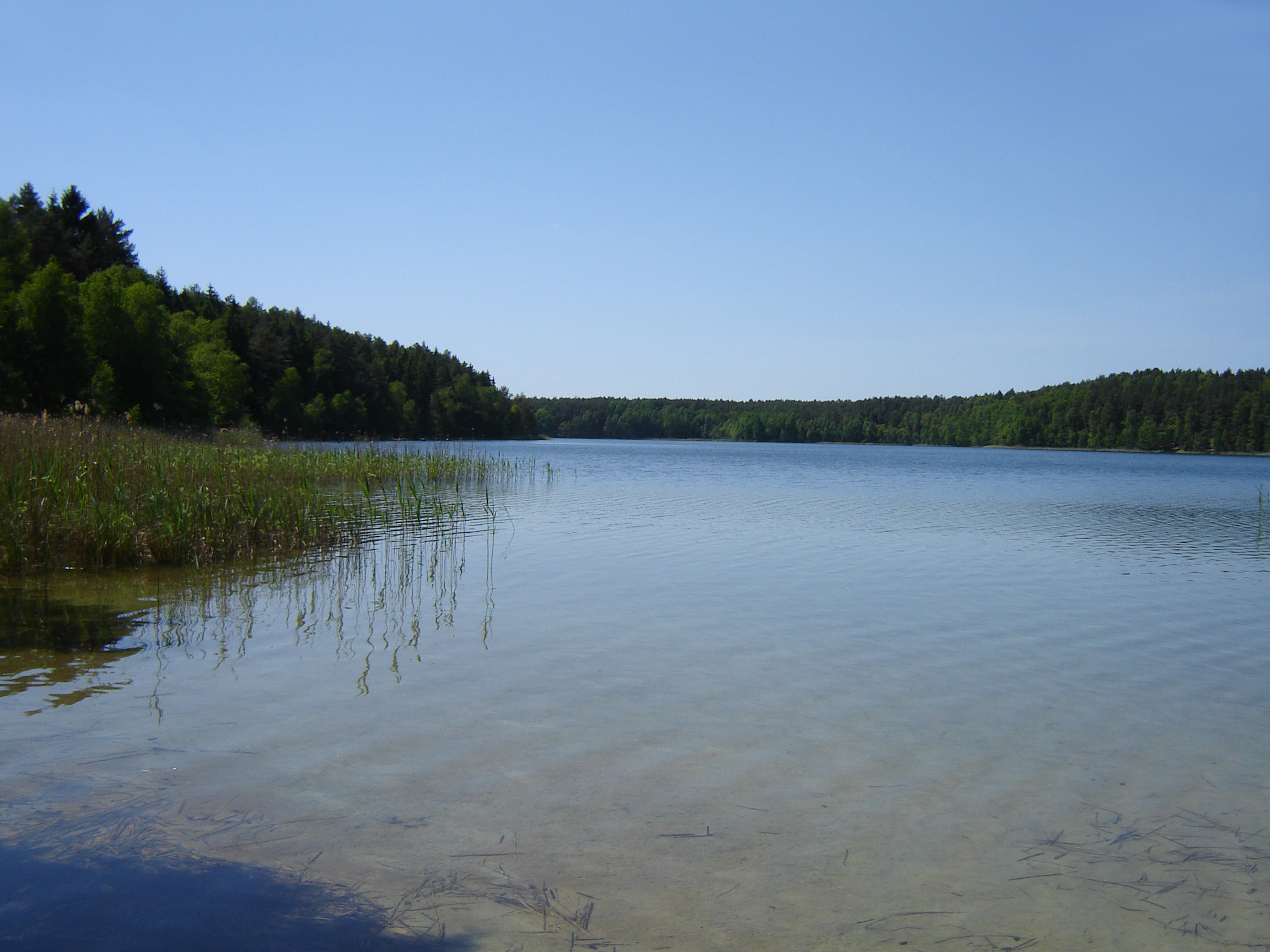
Rezerwat przyrody Jezioro Piaseczno
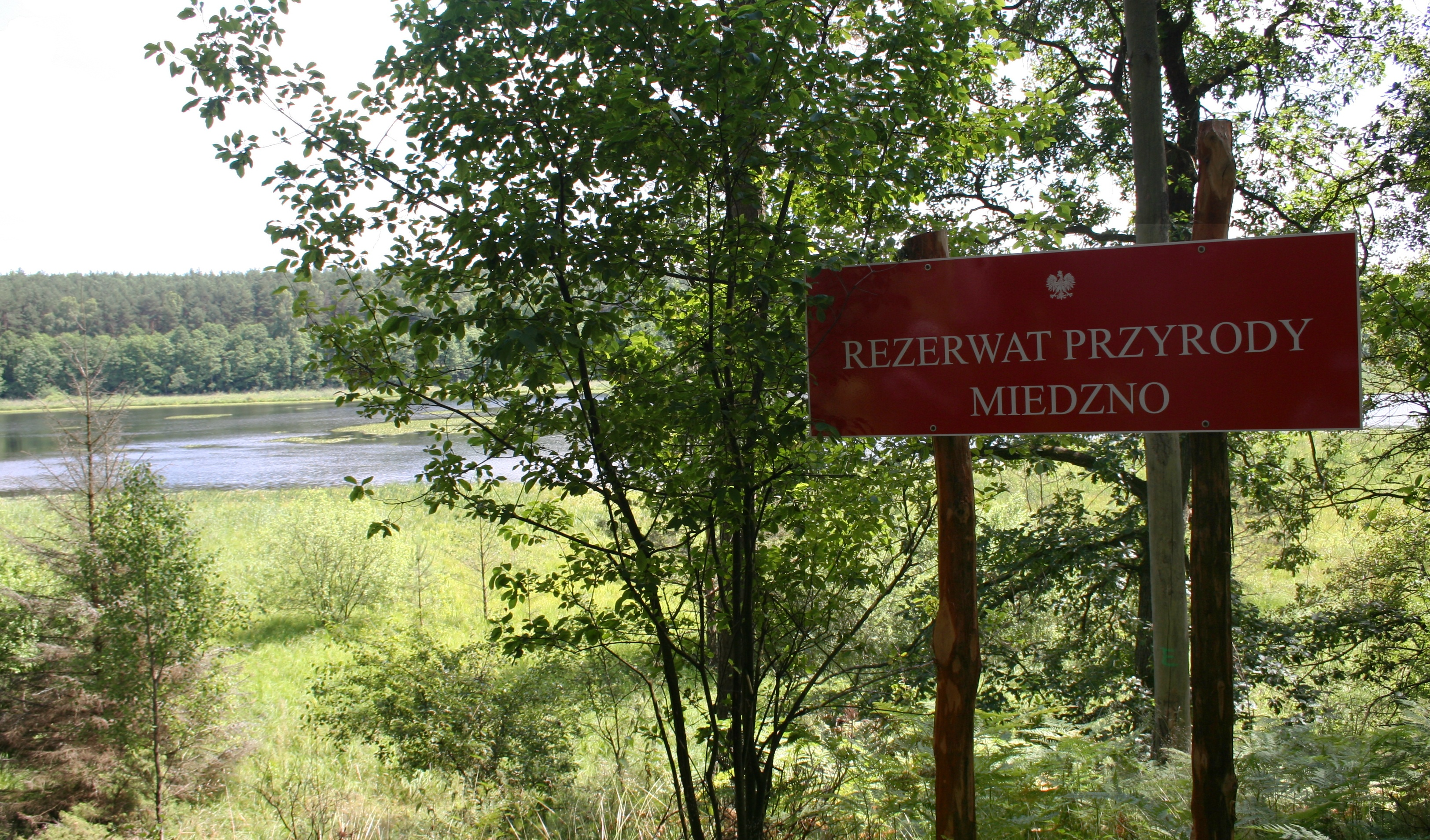
Rezerwat przyrody Miedzno
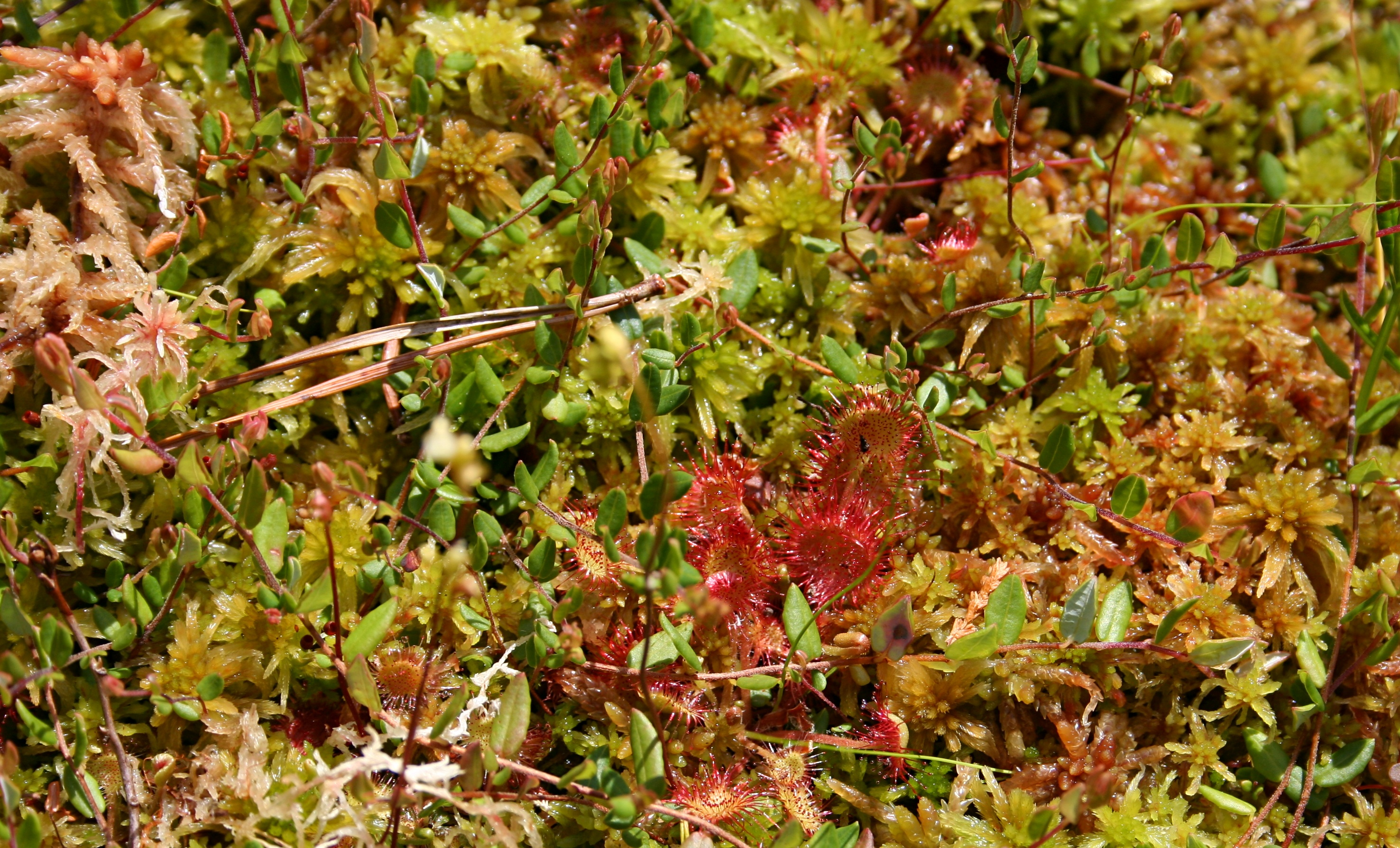
Sphagnetalia magellanici w rezerwacie Dury